# Joseba Llorente
Pour les articles homonymes, voir Llorente.
Joseba Llorente Etxarri (né le 24 novembre 1979 à Fontarrabie, Pays basque, Espagne) est un ancien footballeur espagnol. Il jouait au poste d’avant centre.

## Palmarès
Avec le Real Valladolid :
- Vainqueur de la 2e division espagnole : 2007